# Dana van Dreven
Dana van Dreven (* 9. Juli 1974 in Amsterdam) ist eine niederländische Hardstyle- und Hardcore-Techno-DJ, Produzentin und Labelinhaberin. Sie ist bekannt unter den Namen Dana, Lady Dana und DJ Dana.

## Leben
Van Dreven begann ihre Karriere im Jahr 1993. In ihren Anfängen spielte sie vor allem Gabber unter dem Namen Lady Dana, aber nach einiger Zeit entwickelte sie ihren eigenen Stil. Diesen entwickelte sie von 1995 bis 2002, erstellte einen Mix aus verschiedenen Stilen der elektronischen Tanzmusik dar. Van Dreven ist auch unter ihrem Pseudonym DJ Dana bekannt. Typisch für ihren Stil ist, dass sie häufig Techno, Trance und Hardstyle mixt.
Van Dreven konnte im Jahr 2002 durch ihren Remix des Sensation Black Anthems eine große Bekanntheit erreichen. 2004 erreichte sie den 29. Platz der „English MixMag List“ der bekanntesten DJs der Welt.
Dana van Dreven war zweimal für einen Award des niederländischen TV-Senders TMF nominiert; so belegte sie 2004 den 4. Platz.
Im Hardstyle-Genre ist van Dreven eine der bekanntesten DJs, da sie eine der wenigen Frauen ist. Sie wird auch „Queen Of Hardstyle“ (Königin des Hardstyles) genannt.
Seit 2004 besitzt van Dreven ihr eigenes Plattenlabel Danamite, welches ein Sublabel von The Third Movement ist.